# Omroep Zeeland
Omroep Zeeland est une société néerlandaise de radiodiffusion publique régionale de la province de Zélande, créée le 13 juillet 1988. Le siège social de Omroep Zeeland est situé à Oost-Souburg. 
Elle regroupe une station de radio et une chaîne de télévision du même nom qui sont diffusées dans la province.

## Diffusion
La radio et la télévision sont recevables dans la Zélande par DVB-T. La chaîne de télévision est recevable à l'échelle nationale par le câble, IPTV et la satellite. La radio est recevable dans la Zélande sur la bande FM, DAB+, DVB-T et à l'échelle internationale par Internet.

## Identité visuelle

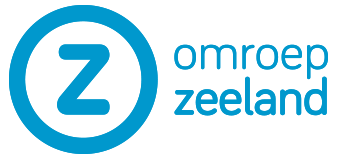
Logo d'Omroep Zeeland depuis 2014